# لوييسا (فيرجينيا)
لوييسا (بالإنجليزية: Louisa, Virginia)‏ هي بلدة أمريكية تقع في الولايات المتحدة في مقاطعة لويزا (فيرجينيا). يقدر عدد سكانها بـ 1,401 نسمة ومساحتها 4.7 كم2 وترتفع عن سطح البحر 142 متر.

## التركيبة السكانية
حدّد مكتب تعداد الولايات المتحدة بيانات التركيبة السكانية للوييسا في تعداد الولايات المتحدة. في ما يلي، التركيبة السكانية حسب تعدادي 2000 و2010.

### تعداد عام 2000
بلغ عدد سكان لوييسا 1,401 نسمة بحسب تعداد عام 2000، وبلغ عدد الأسر 584 أسرة وعدد العائلات 331 عائلة مقيمة في البلدة. في حين سجلت الكثافة السكانية 293.7 نسمة لكل كيلومتر مربع (760.7/ميل2). وبلغ عدد الوحدات السكنية 620 وحدة بمتوسط كثافة قدره 130 لكل كيلومتر مربع (336.7/ميل2).
وتوزع التركيب العرقي للبلدة بنسبة 66.81% من البيض و29.48% من الأمريكيين الأفارقة و0.79% من الأمريكيين الأصليين و0.71% من الأمريكيين ذوي الأصول الآسيوية و0.79% من الأعراق الأخرى و1.43% من عرقين مختلطين أو أكثر و1.43% من الهسبانيون أو اللاتينيون من أي عرق.
بلغ عدد الأسر 584 أسرة كانت نسبة 32.5% منها لديها أطفال تحت سن الثامنة عشر تعيش معهم، وبلغت نسبة الأزواج القاطنين مع بعضهم البعض 35.6% من أصل المجموع الكلي للأسر، ونسبة 16.4% من الأسر كان لديها معيلات من الإناث دون وجود شريك،  بينما كانت نسبة 4.6% من الأسر لديها معيلون من الذكور دون وجود شريكة وكانت نسبة 43.3% من غير العائلات. تألفت نسبة 37% من أصل جميع الأسر من عدة أفراد يعيشون في نفس المنزل ونسبة 18.3% كانت تتألف من شخص يعيش بمفرده يبلغ من العمر 65 عاماً أو أكثر. وبلغ متوسط حجم الأسرة المعيشية 2.25، أما متوسط حجم العائلات فبلغ 2.93.
بلغ العمر الوسطي للسكان 37.7 عاماً. وكانت نسبة 24.8% من القاطنين تحت سن الثامنة عشر، وكانت نسبة 7.9% بين الثامنة عشر والرابعة والعشرين عاماً، ونسبة 28.2% كانت واقعةً في الفئة العمرية ما بين الخامسة والعشرين والرابعة والأربعين عاماً، ونسبة 18.6% كانت ما بين الخامسة والأربعين والرابعة والستين، ونسبة 14.2% كانت ضمن فئة الخامسة والستين عاماً فما فوق. يوجد لكل 100 أنثى 84.7 ذكر، ويوجد لكل 100 أنثى في الثامنة عشر من عمرها فما فوق 76.3 ذكر.
بلغ متوسط دخل الأسرة في البلدة 29,519 دولارًا، أما متوسط دخل العائلة فبلغ 42,396 دولارًا. وكان متوسط دخل الذكور 27,578 دولارًا مقابل 23,188 دولارًا للإناث. وسجل دخل الفرد الخاص بالبلدة 17,763 دولارًا. وكانت نسبة 14.7% من العائلات ونسبة 18.7% من السكان تحت خط الفقر، وكان من هؤلاء نسبة 27.9% تحت سن الثامنة عشر ونسبة 17% في الخامسة والستين من العمر وما فوق.

### تعداد عام 2010
بلغ عدد سكان لوييسا 1,555 نسمة بحسب تعداد عام 2010، وبلغ عدد الأسر 642 أسرة وعدد العائلات 343 عائلة مقيمة في البلدة. في حين سجلت الكثافة السكانية 326 نسمة لكل كيلومتر مربع (844.3/ميل2). وبلغ عدد الوحدات السكنية 750 وحدة بمتوسط كثافة قدره 157.2 لكل كيلومتر مربع (407.1/ميل2).
وتوزع التركيب العرقي للبلدة بنسبة 64.89% من البيض و27.33% من الأمريكيين الأفارقة و0.13% من الأمريكيين الأصليين و1.48% من الأمريكيين ذوي الأصول الآسيوية و2.96% من الأعراق الأخرى و3.22% من عرقين مختلطين أو أكثر و7.46% من الهسبانيون أو اللاتينيون من أي عرق.
بلغ عدد الأسر 642 أسرة كانت نسبة 27.7% منها لديها أطفال تحت سن الثامنة عشر تعيش معهم، وبلغت نسبة الأزواج القاطنين مع بعضهم البعض 36.3% من أصل المجموع الكلي للأسر، ونسبة 12.9% من الأسر كان لديها معيلات من الإناث دون وجود شريك،  بينما كانت نسبة 4.2% من الأسر لديها معيلون من الذكور دون وجود شريكة وكانت نسبة 46.6% من غير العائلات. تألفت نسبة 38.9% من أصل جميع الأسر من عدة أفراد يعيشون في نفس المنزل ونسبة 21.3% كانت تتألف من شخص يعيش بمفرده يبلغ من العمر 65 عاماً أو أكثر. وبلغ متوسط حجم الأسرة المعيشية 2.26، أما متوسط حجم العائلات فبلغ 3.03.
بلغ العمر الوسطي للسكان 40.9 عاماً. وكانت نسبة 20.8% من القاطنين تحت سن الثامنة عشر، وكانت نسبة 8.2% بين الثامنة عشر والرابعة والعشرين عاماً، ونسبة 26.2% كانت واقعةً في الفئة العمرية ما بين الخامسة والعشرين والرابعة والأربعين عاماً، ونسبة 23.2% كانت ما بين الخامسة والأربعين والرابعة والستين، ونسبة 21.7% كانت ضمن فئة الخامسة والستين عاماً فما فوق. وتوزع التركيب الجنسي للسكان بنسبة 46.6% ذكور و53.4% إناث.